# 부천국제판타스틱영화제
부천국제판타스틱영화제(Bucheon International Fantastic Film Festival, BIFAN)는 대한민국에서 개최되는 국제 장르 영화제이다. 1997년을 시작으로 매년 경기도 부천시에서 개최되고 있다. 영화제는 판타지 장르뿐만 아니라 코미디, 로맨스, 액션 영화 등 장르를 다양화하고 있다. 주제는 사랑, 환상, 모험이다. 사단법인 "부천 국제 판타스틱 영화제 조직위원회"가 주최한다.
영화제는 일본의 유바리 국제 판타스틱 영화제(YIFFF)와 유럽 판타지 영화제 연합(EFFFF)과의 협력을 통해 아시아 최대 규모의 장르 영화제로 성장하였다. 2001년 5월, 아시아에서 최초로 유럽 판타지 영화제 연합에 준회원으로 가입하였다. 장르 영화 전문 프로젝트 마켓인 아시아 판타스틱 영화제작네트워크(NAFF)를 2008년부터 시작하여 아시아 영화 제작의 활성화를 위한 제작, 교육, 교류 네트워크에 이바지하고 있다.

## 23회 BIFAN (2019)
- '사랑, 환상, 모험'을 주제로 한 23회 부천국제판타스틱영화제는 2019년 6월 27일(목)부터 7월 7일(일)까지 11일간 열린다. 올해의 특화 주제는 SF로 정해졌다. 개막식은 부천체육관에서, 폐막식은 7월 5일(금) 부천시청 어울마당에서 열린다. 폐막식이 치러진 뒤 7월 6일과 7일, 양일간 관객을 위한 앙코르 상영인 'BIFAN Rush'가 펼쳐진다.[2]
- 23회 BIFAN에는 49개국 288편(장편 170편, 단편 118편)의 영화가 소개된다. 월드 프리미어로 소개되는 작품은 66편(장편 22편, 단편 44편)이다.
- 개막작은 멕시코 에드가 니토 감독의 《기름도둑》, 폐막작은 고명성 감독의 《열두 번째 용의자》가 선정되었다.
- 데뷔 33주년이 되는 김혜수가 '배우특별전'의 주인공이 되었다. 영화제 기간에 '배우 특별전 - 매혹, 김혜수'라는 타이틀로 《첫사랑》(1993)에서 《국가부도의 날》까지 모두 10편의 출연작이 상영된다.

## 역대 영화제
| 회     | 연도   | 개막일    | 폐막일    | 개막작                                                                                    | 폐막작                                                    | 상영작                                                     |
| ------ | ------ | --------- | --------- | ----------------------------------------------------------------------------------------- | --------------------------------------------------------- | ---------------------------------------------------------- |
| 제1회  | 1997년 | 8월 29일  | 9월 5일   | 《달세계 여행》 조르주 멜리에스                                                           | 《키친》 임호                                             | 27개국 113편 (장편 64편, 단편 49편)                        |
| 제2회  | 1998년 | 12월 18일 | 12월 23일 | 단편영화걸작선 《트릭》, 《검은 꽃》, 《트리곤》, 《슈니첼 박사의 저주》, 《제리의 게임》 | 《사무라이 픽션》 나카노 히로유키                         | 20개국 69편 (장편 39편, 단편 30편)                         |
| 제3회  | 1999년 | 7월 16일  | 7월 24일  | 《엑시스텐즈》 데이비드 크로넌버그                                                        | 《시암 썬셋》 존 폴슨                                     | 29개국 102편 (장편 56편, 단편 46편)                        |
| 제4회  | 2000년 | 7월 13일  | 7월 21일  | 《아메리칸 사이코》 메리 해런                                                             | 《가위》 안병기                                           | 30개국 141편 (장편 88편, 단편 53편)                        |
| 제5회  | 2001년 | 7월 12일  | 7월 20일  | 《레퀴엠》 대런 애러노프스키                                                              | 《아멜리에》 장피에르 죄네 《소름》 윤종찬                | 35개국 140편 (장편 75편, 단편 65편)                        |
| 제6회  | 2002년 | 7월 11일  | 7월 20일  | 《슈팅 라이크 베컴》 거리더 차다                                                          | 《텐 미니츠-트럼펫》 베르너 헤어초크 외 6인 《폰》 안병기 | 38개국 172편 (장편 74편, 단편 98편)                        |
| 제7회  | 2003년 | 7월 10일  | 7월 19일  | 《원더플 데이즈》 김문생                                                                  | 《싸이퍼》 빈첸초 나탈리 《여고괴담 3: 여우계단》윤재연   | 35개국 187편 (장편 87편, 단편 100편)                       |
| 제8회  | 2004년 | 7월 15일  | 7월 24일  | 《개미들의 왕》 스튜어트 고든                                                             | 《분신사바》 안병기                                       | 32개국 261편 (장편 83편, 단편 178편)                       |
| 제9회  | 2005년 | 7월 14일  | 7월 23일  | 《천국의 전쟁》카를로스 레이다가스 《나이트 워치》 티무르 베크맘베토프                    | 《오픈 워터》 크리스 켄티스 《종려나무숲》 유상욱         | 32개국 172편 (장편 89편, 단편 83편)                        |
| 제10회 | 2006년 | 7월 13일  | 7월 22일  | 《삼거리 극장》 전계수                                                                    | 《이사벨라》 팡호청                                       | 35개국 251편 (장편 150편, 단편 101편)                      |
| 제11회 | 2007년 | 7월 12일  | 7월 21일  | 《별빛속으로》 황규덕                                                                     | 《비밀》 조코 안와르                                      | 33개국 214편 (장편 123편, 단편 91편)                       |
| 제12회 | 2008년 | 7월 18일  | 7월 27일  | 《바시르와 왈츠를》 아리 폴만                                                             | 《사이보그, 그녀》 곽재용                                 | 39개국 202편 (장편 122편, 단편 80편)                       |
| 제13회 | 2009년 | 7월 16일  | 7월 26일  | 《뮤》 이와모토 히로시                                                                    | 《메란타우》개러스 휴 에번스                              | 41개국 201편 (장편 121편, 단편 80편)                       |
| 제14회 | 2010년 | 7월 15일  | 7월 25일  | 《엑스페리먼트》 폴 셰어링                                                                | 《고사 두 번째 이야기: 교생실습》 유선동                  | 42개국 193편 (장편 113편, 단편 80편)                       |
| 제15회 | 2011년 | 7월 14일  | 7월 24일  | 《발리우드 위대한 러브 스토리》 라케쉬 옴프라카쉬 메흐라·제프 짐발리스트                  | 《블라인드》 안상훈                                       | 34개국 221편 (장편 127편, 단편 94편)                       |
| 제16회 | 2012년 | 7월 19일  | 7월 29일  | 《무서운 이야기》 정범식 외 5인                                                           | 《아이와 마코토》 미이케 다카시                           | 47개국 230편 (장편 136편, 단편 94편)                       |
| 제17회 | 2013년 | 7월 18일  | 7월 28일  | 《더 콩그레스》 아리 폴만                                                                 | 《더 테러 라이브》 김병우                                 | 44개국 229편 (장편 134편, 단편 95편)                       |
| 제18회 | 2014년 | 7월 17일  | 7월 27일  | 《스테레오》 막시밀리언 엘렌바인                                                          | 《내 연애의 기억》 이권                                   | 48개국 210편 (장편 123편, 단편 87편)                       |
| 제19회 | 2015년 | 7월 16일  | 7월 26일  | 《문워커스》 앙투완 바르두-자퀘트                                                         | 《퇴마: 무녀굴》 김휘                                     | 45개국 235편 (장편 145편, 단편 90편)                       |
| 제20회 | 2016년 | 7월 21일  | 7월 31일  | 《캡틴 판타스틱》 맷 로스                                                                 | 《서울역》 연상호                                         | 49개국 320편 (장편 201편, 단편 119편)                      |
| 제21회 | 2017년 | 7월 13일  | 7월 23일  | 《7호실》 이용승                                                                          | 《은혼》 후쿠다 유이치                                    | 58개국 289편(장편 180편, 단편 109편)                       |
| 제22회 | 2018년 | 7월 12일  | 7월 22일  | 《언더독》 오성윤, 이춘백                                                                 | 《시크릿 슈퍼스타》 애드바이트 찬단                       | 53개국 290편 (장편 163편, 단편 127편)                      |
| 제23회 | 2019년 | 6월 27일  | 7월 7일   | 《기름도둑》 에드거 니토                                                                  | 《남산 시인 살인사건》 고명성                             | 49개국 288편(장편 170편, 단편 118편)                       |
| 제24회 | 2020년 | 7월 9일   | 7월 16일  | 《여고괴담 여섯번째 이야기 : 모교》 이명                                                  | 《펠리컨 블러드》 카트린 게베                             | 42개국 194편 (장편 88편, 단편 85편, VR 21편)               |
| 제25회 | 2021년 | 7월 8일   | 7월 18일  | 《만년이 지나도 변하지 않는 게 있어》 구파도                                              |                                                           | 42개국 257편 (장편 94편, 단편 114편, XR 49편)              |
| 제26회 | 2022년 | 7월 7일   | 7월 17일  | 《멘》 알렉스 가랜드                                                                      | 《뉴 노멀》                                               | 49개국 268편 (장편 118편, 단편 104편, 시리즈 4편, XR 42편) |
| 제27회 | 2023년 | 6월 29일  | 7월 9일   | 《보 이즈 어프레이드》 아리 애스터                                                        | 《모두의 노래》 시미즈 타카시                             | 51개국 262편 (장편 121편, 단편 110편, XR 31편)             |

## 프로그램
경쟁 부문인 부천 초이스를 제외하고는 모든 작품이 비경쟁으로 상영된다.
- 개막작
- 폐막작
- 부천 초이스 (장편/단편) : 공식 경쟁 섹션
- 월드 판타스틱 시네마 : 최근 1년 동안 전 세계에서 제작된 장르 영화의 신작을 소개하는 핵심 섹션
- 스트레인지 오마쥬
- 비전 익스프레스
- 금지구역
- 패밀리 판타
- 애니 판타
- 판타스틱 단편 걸작선
- 특별전
- 회고전
- 오픈 시네 퍼레이드
- 무료 상영

## 역대 수상

### 1990년대

#### 제1회
| 시상 구분        | 수상 | 작품     |
| ---------------- | ---- | -------- |
| 베스트 오브 부천 | 엄호 | 《키친》 |

#### 제2회
| 시상 구분        | 수상            | 작품              |
| ---------------- | --------------- | ----------------- |
| 베스트 오브 부천 | 나카노 히로유키 | 《사무라이 픽션》 |

#### 제3회
| 시상 구분         | 수상                  | 작품                           |
| ----------------- | --------------------- | ------------------------------ |
| 베스트 오브 부천  | 존 폴슨               | 《시암 썬셋》                  |
| 대상 (단편)       | 크리스티앙 브와슬리보 | 《2+1 휴먼 에러 2+1》          |
| 심사위원상 (단편) | 파스칼 록뜨르         | 《당신이 주인공인 영화》       |
| 관객상 (단편)     | 피요트르 사페긴       | 《어느날 한 남자가 집을 샀다》 |

### 2000년대

#### 제4회
| 시상 구분              | 수상              | 작품              |
| ---------------------- | ----------------- | ----------------- |
| 작품상 (장편)          | 미구엘 바뎀       | 《어글리 우먼》   |
| 여우주연상 (장편)      | 사라 아스지스도터 | 《위치크래프트》  |
| 남우주연상 (장편)      | 파스칼 그레고리   | 《최후의 연인들》 |
| 감독상 (장편)          | 시노다 마사히로   | 《올빼미의 성》   |
| 심사위원 특별상 (장편) | 하우메 발라게로   | 《네임리스》      |
| 대상 (단편)            | 슈테픈 샤플러     | 《페스트》        |
| 심사위원상 (단편)      | 데이비드 로지     | 《백작부인》      |
| 관객상 (단편)          | 피에터 반 히스    | 《블랙 XXX-마스》 |
| 평생 공로상            | 최무룡            | 최무룡            |

#### 제5회
| 시상 구분              | 수상              | 작품                           |
| ---------------------- | ----------------- | ------------------------------ |
| 작품상 (장편)          | 해리 싱클레어     | 《뉴질랜드 이불 도난 사건》    |
| 여우주연상 (장편)      | 강혜정            | 《나비》                       |
| 남우주연상 (장편)      | 보리스 알지노빅   | 《시체 유기 자장가》           |
| 감독상 (장편)          | 히라야마 히데유키 | 《턴》                         |
| 심사위원 특별상 (장편) | 위시트 사사나티엥 | 《티어스 오브 더 블랙 타이거》 |
| 대상 (단편)            | 빌리 오브라이언   | 《쥐 글을 쓰다》               |
| 심사위원상 (단편)      | 비르질 비트리히   | 《복사가게》                   |
| 관객상 (단편)          | 돈 헤르츠펠트     | 《퇴짜》                       |

#### 제6회
| 시상 구분              | 수상                | 작품                        |
| ---------------------- | ------------------- | --------------------------- |
| 작품상 (장편)          | 스벤 타틱켄         | 《우리 오빠는 뱀파이어》    |
| 여우주연상 (장편)      | 크리스티안 회르비거 | 《사마귀 부인》             |
| 남우주연상 (장편)      | 로만 크니즈카       | 《우리 오빠는 뱀파이어》    |
| 감독상 (장편)          | 스벤 타틱켄         | 《우리 오빠는 뱀파이어》    |
| 심사위원 특별상 (장편) | 나카타 히데오       | 《검은 물 밑에서》          |
| 대상 (단편)            | 구스타보 살메론     | 《양상추 여자와 송어 남자》 |
| 심사위원상 (단편)      | 내쉬 에저튼         | 《불후의 명작》             |
| 관객상 (단편)          | 구스타보 살메론     | 《양상추 여자와 송어 남자》 |

#### 제7회
| 시상 구분              | 수상             | 작품                 |
| ---------------------- | ---------------- | -------------------- |
| 작품상 (장편)          | 장준환           | 《지구를 지켜라!》   |
| 작품상 (장편)          | 후카사쿠 긴지    | 《부활의 날》        |
| 여우주연상 (장편)      | 와이 칭 호       | 《로봇 이야기》      |
| 남우주연상 (장편)      | 백윤식           | 《지구를 지켜라!》   |
| 감독상 (장편)          | 그렉 박          | 《로봇 이야기》      |
| 심사위원 특별상 (장편) | 노베르토 로페즈  | 《그들이 보고 있다》 |
| 대상 (단편)            | 이언 클락        | 《침묵의 랩퍼 DEF》  |
| 심사위원상 (단편)      | 한스 페터 몰란트 | 《대동단결》         |
| 관객상 (단편)          | 이언 클락        | 《침묵의 랩퍼 DEF》  |

## 논란
- 2005년에는 조직위원회 내부 갈등으로 인해 김홍준 집행위원장 해촉과 더불어 집행위원들이 대거 이탈, 부천국제판타스틱영화제 개최와 같은 시기에 리얼판타스틱영화제를 여는 등 파행이 빚어졌다. 그리고 이 여파는 2006년 이장호 감독이 새 집행위원장으로 들어설 때까지도 가라앉을 조짐을 보이지 않았다(관련 기사[깨진 링크]).